# Kolej transgabońska
Linia kolejowa Owendo–Franceville, kolej transgabońska (fr. Le Transgabonais) – jednotorowa, niezelektryfikowana, normalnotorowa linia kolejowa w Gabonie łącząca porty morskie w Sahoué i w Owendo z miastem Franceville.
Linia jest jedyną na terenie Gabonu. Obsługuje głównie kolejowe przewozy towarowe: rudy manganu z górniczego miasta Moanda do portu przeładunkowego w Owendo oraz drewna pozyskiwanego z lasów deszczowych. Od 2003 roku kontrolę nad linią poprzez spółki zależne sprawuje francuski koncern wydobywczy Eramet.

## Historia
Pierwsze plany budowy linii kolejowej na terenie dzisiejszego Gabonu pojawiły się w 1885 roku. Nie zostały jednak zrealizowane. Ponowne zainteresowanie budową infrastruktury kolejowej w tym państwie nastąpiło po uzyskaniu niepodległości w latach sześćdziesiątych XX wieku w związku z intensywnym rozwojem pól górniczych rud manganu w prowincji Górne Ogowe i planami eksploatacji rud żelaza w prowincji Ogowe-Ivindo. Inicjatorem powstania kolei transgabońskiej był ówczesny prezydent Gabonu, Léon M’ba.
Linia transgabońska miała w pierwszej kolejności przyspieszyć rozwój wydobycia rud żelaza w Gabonie i usprawnić ich eksport. W drugiej kolejności miała zastąpić mało wydajną kolej linową Moanda–Mbinda zbudowaną w dżungli na południu kraju przez francuską firmę wydobywczą Compagnie Minière de l'Ogooué (COMILOG). Ważnym celem jej budowy miał być również przewidywany rozwój portów przeładunkowych w estruarium Gabonu, który wyeliminowałby konkurencję ze strony portów przeładunkowych w Kongo czerpiących znaczne zyski z obsługi gabońskiego przemysłu wydobywczego.
W 1967 roku po objęciu urzędu prezydenta w Gabonie przez Alberta Bongo, mimo forsowanego przez jego poprzednika i Bank Światowy bardziej ekonomicznego planu budowy linii do położonego na północy kraju miasta Bélinga, za priorytet uznano wybudowanie w pierwszej kolejności sieci kolejowej do położonego na południowym wschodzie kraju miasta Franceville, z okolic którego pochodził nowy przywódca państwa.
Prace studyjne nad linią rozpoczęto w 1968 roku, a budowlane w 1974 roku. Nadzór nad inwestycją i zarząd nad linią sprawowała agencja państwowa Office du chemin de fer du Transgabonais (OCTRA), ale budowa była prowadzona przez firmy europejskie, głównie z Francji, zrzeszone w konsorcjum Groupement européen pour construction du chemin de fer Transgabonais (EUROTRAG). Pierwszy odcinek linii Owendo - N'Djolé został otwarty 27 grudnia 1978 roku. Ukończenie prac nad całą linia kolejową Owendo – Franceville o długości 669 kilometrów nastąpiło w 1987 roku. W trakcie prac budowlanych został znacznie przekroczony budżet inwestycji, a Gabonowi zagroziło z tego powodu bankructwo. Wstrzymano na pewien czas rozwój linii kolejowej. Nie zrealizowano planowanej sieci kolejowej obsługującej kopalnie rudy żelaza w prowincji Ogowe-Ivindo.
W 1999 roku dokonano prywatyzacji istniejącej linii. Zarząd nad koleją transgabońską został przekazany przez Office du chemin de fer du Transgabonais (OCTRA) na rzecz międzynarodowej spółki Société nationale des bois du Gabon (SNBG). Przedsiębiorstwo to straciło jednak koncesję w 2003 roku na rzecz spółki Compagnie Minière de l'Ogooué (COMILOG). Obecnie zarząd nad linią należy do firmy celowej Société d'Exploitation du Transgabonais (SETRAG).
Od 2007 roku rząd gaboński we współpracy z chińską firmą China National Machinery & Equipment Import & Export Corporation (CMEC) wznowił budowę linii w prowincji Ogowe-Ivindo. W 2011 roku otwarto 237 kilometrowy odcinek linii kolejowej Booué – Bélinga, mającej stanowić w przyszłości 560 kilometrową bocznicę szlakową od głównego szlaku kolei transgabońskiej. Planowana jest również budowa bocznicy kolejowej do nowego portu w Sahoué na półwyspie Santa Clara. Nowa infrastruktura ma ułatwić transport rudy żelaza wydobywanej w okolicach miasta Makokou.

## Przewozy kolejowe
Kolej transgabońska służy przede wszystkim jako szlak handlowy do transportu towarów z głębi lądu nad wybrzeże Oceanu Atlantyckiego. 65 % ładunków przewożonych linią kolejową stanowią rudy manganu. Wynoszą one około 2 milionów ton rocznie. 20 % stanowią przewozy drewna, które jest pozyskiwane z lasów deszczowych rosnących wzdłuż przebiegu linii. Transportuje się nią również rudy uranu. W najbliższej przyszłości planowany jest transport rud żelaza.   
Kolej transgabońska oprócz funkcji szlaku do przewozu towarów wykorzystywana jest również do przewozu osób. Na linii znajdują się 23 stacje obsługujące ruch pasażerski. Pociągi osobowe kursują dwa razy w tygodniu, a pociągi nocne trzy razy w tygodniu.
W 2008 roku kolej transgabońska przewiozła 220 210 pasażerów.